# Condit-Wasserkraftprojekt

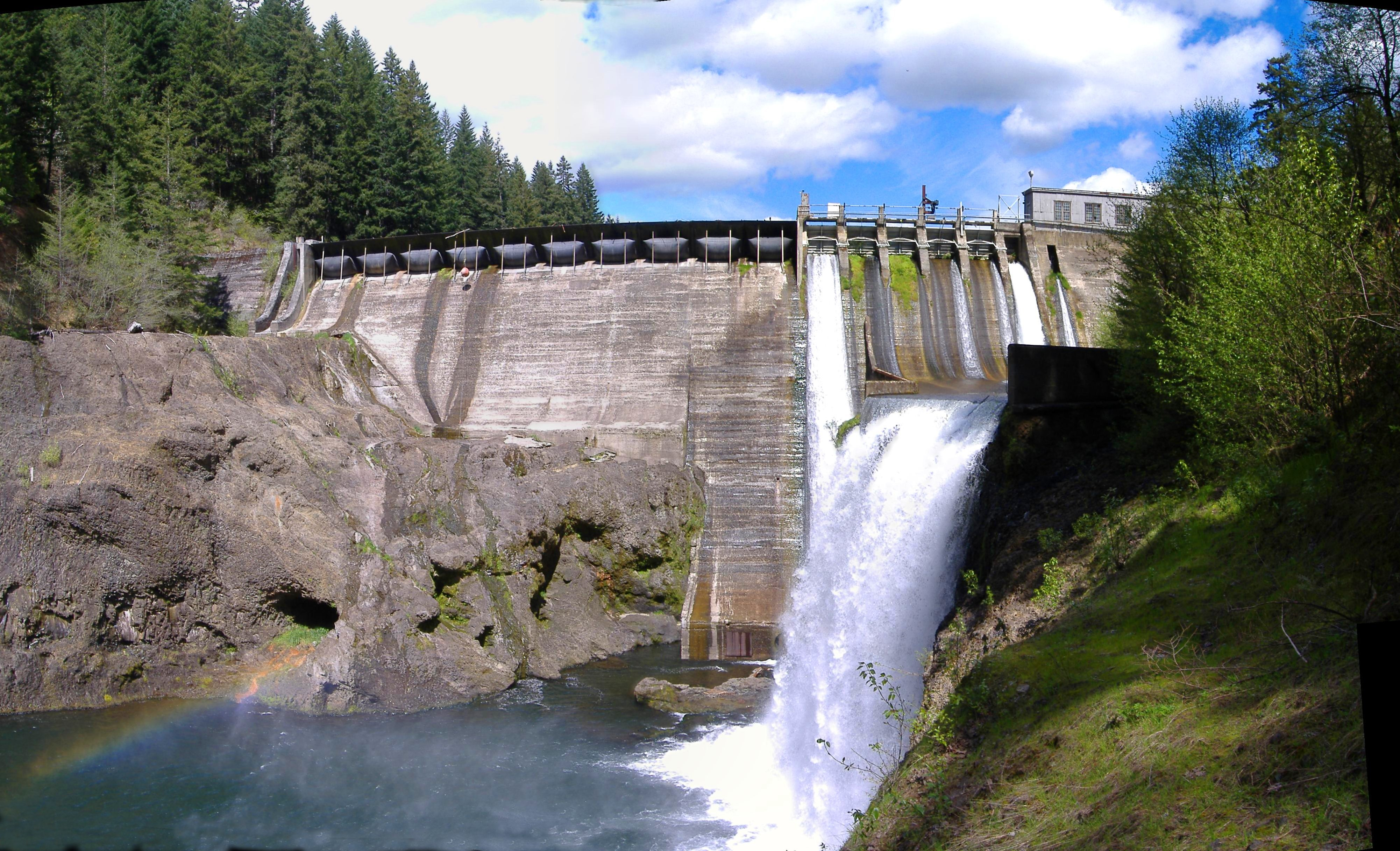

Das Condit-Wasserkraftprojekt war ein Speicherkraftwerk am White Salmon River im US-Bundesstaat Washington. Die Anlage wurde 1913 fertiggestellt, um die örtliche Industrie mit elektrischer Energie zu versorgen, und ist im National Register of Historic Places als engineering and architecture landmark (etwa „Wahrzeichen für Technik und Architektur“) eingetragen.
PacifiCorp legte das Projekt aufgrund steigender Umweltkosten still, und die Gewichtsstaumauer wurde am 26. Oktober 2011 mithilfe von Sprengstoff abgerissen. Der Condit Dam war die größte Talsperre, die jemals in den Vereinigten Staaten abgebrochen wurde, bis das Elwha Ecosystem Restoration Project auf der Olympic Peninsula den größeren Elwha Dam und die Glines Canyon Dams beseitigte.